# Élections sénatoriales de 1932 en Ille-et-Vilaine
Les élections sénatoriales (série B) en Ille-et-Vilaine ont lieu le dimanche 16 octobre 1932. 
Elles ont pour but d'élire les 5 sénateurs représentant le département au Sénat pour un mandat de neuf années.

## Mode de scrutin
Ces élections se déroule au scrutin indirect, majoritaire et plurinominal, selon la loi du 10 décembre 1884.
Ne peuvent voter que : 
- de 1 à 24 délégués par commune, élus par chaque conseil municipal ;
- les conseillers généraux (43, un par canton) ;
- les conseillers d'arrondissements (55) ;
- les députés du département (8 sièges) ;
- les sénateurs sortants (5 sièges).

## Élection partielle durant le mandat 1924-1933

### Partielle du 12 juin 1932: 2 sénateurs
- Louis Lemarié (Conservateur) élu depuis 1907, est mort le 9 mars 1932.

- André Porteu de la Morandière (Conservateur) élu depuis 1920 est mort le 7 avril 1907.

- Les coalitions suivantes ont été formées :

1. Liste républicaine : Étienne Le Poullen et Charles Stourm ;
2. Liste radicale : Alphonse Gasnier-Duparc et Jean Lemaistre ;
3. Liste socialiste : Eugène Quessot et Isidore David[1] ;
4. Candidats isolés : Paul Robert et Émile Ferron.

| Candidat et parti politique | Candidat et parti politique | Candidat et parti politique | Premier tour | Premier tour | Deuxième tour | Deuxième tour | Troisième tour | Troisième tour |
| Candidat et parti politique | Candidat et parti politique | Candidat et parti politique | Voix         | %            | Voix          | %             | Voix           | %              |
| --------------------------- | --------------------------- | --------------------------- | ------------ | ------------ | ------------- | ------------- | -------------- | -------------- |
|                             | Étienne Le Poullen          | URD                         | 513          | 46,76        | 532           | 48,45         |                |                |
|                             | Alphonse Gasnier-Duparc     | Radical-socialiste          | 480          | 43,76        | 568           | 51,73         |                |                |
|                             | Charles Stourm              | URD                         | 470          | 42,84        | 548           | 49,91         | 549            | 50,00          |
|                             | Jean Lemaistre              | Radical indépendant         | 453          | 41,29        | 534           | 48,63         | 53             | 48,86          |
|                             | Paul Robert                 | Conservateur                | 92           | 8,39         |               |               |                |                |
|                             | Émile Ferron                | Radical-socialiste          | 70           | 6,38         | 5             | 0,46          |                |                |
|                             | Eugène Quessot              | SFIO                        | 41           | 3,74         | 4             | 0,36          | 1              | 0,09           |
|                             | Isidore David               | SFIO                        | 26           | 2,37         | 2             | 0,18          |                |                |
|                             |                             |                             |              |              |               |               |                |                |
| Inscrits                    | Inscrits                    | Inscrits                    | 1 105        |              | 1 105         |               | 1 105          |                |
| Votants                     | Votants                     | Votants                     | 1 102        | 99,73        | 1 103         | 99,82         | 1 103          | 99,82          |
| Exprimés                    | Exprimés                    | Exprimés                    | 1 097        | 99,55        | 1 098         | 99,55         | 1 098          | 99,55          |

## Sénateurs sortants
| Sénateur | Sénateur                         | Parti                     | Fonctions lors de l'élection en 1932                                                                    |
| -------- | -------------------------------- | ------------------------- | --- |
|          | Alphonse Gasnier-Duparc          | Radical-socialiste        | Sénateur sortant, conseiller général et maire de Saint-Malo. Avocat.                                    |
|          | Paul Garnier                     | Républicain de gauche-URD | Sénateur sortant, conseiller général et municipal de Redon. Ingénieur-Constructeur.                     |
|          | Charles Stourm                   | URD                       | Sénateur sortant, conseiller général de Dol-de-Bretagne. Ancien Chef d'escadron, Propriétaire agricole. |
|          | Léon Jenouvrier                  | Conservateur              | Sénateur sortant. Avocat.                                                                               |
|          | Eugène Brager de La Ville-Moysan | Conservateur              | Sénateur sortant. Avocat, Propriétaire agricole.                                                        |

## Listes candidates
| N° | Candidats | Candidats                          | Parti        | Principales fonctions |
| -- | --------- | ---------------------------------- | ------------ | --- |
| 01 |           | Léon Jenouvrier *                  | Conservateur | Sénateur sortant. Avocat. |
| 02 |           | Eugène Brager de La Ville-Moysan * | Conservateur | Sénateur sortant. Avocat, Propriétaire agricole. |
| 03 |           | Charles Stourm *                   | URD          | Sénateur sortant, conseiller général de Dol-de-Bretagne. Ancien Chef d'escadron, Propriétaire agricole.                                                            |
| 04 |           | Alexandre Lefas                    | URD          | Ancien président du Conseil Général (1924-1928), conseiller de Saint-Aubin-du-Cormier. Avocat, Professeur de Droit à l'Université de Lille, Propriétaire agricole. |
| 05 |           | Maurice Huchet de Quénetain        | Conservateur | Conseiller général de Guichen, maire de Saint-Senoux. Propriétaire agricole.                                                                                       |

| N° | Candidats | Candidats               | Parti                                     | Principales fonctions                                                                                       |
| -- | --------- | ----------------------- | ----------------------------------------- | --- |
| 01 |           | Alphonse Gasnier-Duparc | Radical-socialiste                        | Sénateur sortant, conseiller général et maire de Saint-Malo. Avocat.                                        |
| 02 |           | Jean Lemaistre          | Radical indépendant                       | Maire de Rennes. Chef de service à la Préfecture de Rennes.                                                 |
| 03 |           | Robert Bellanger        | Radical indépendant-Républicain de gauche | Ancien député (1928-1932). Industriel à Paris.                                                              |
| 04 |           | Jacques Thélohan        | Radical indépendant                       | Ancien conseiller général de Bain-de-Bretagne (1904-1928). Professeur à la Faculté de Droit de Rennes.      |
| 05 |           | Jean-Marie Maugère      | Radical indépendant                       | Président du Conseil Général (1928-1934), conseiller de Rennes-Sud-Ouest, maire de Bourgbarré. Agriculteur. |

| N° | Candidats | Candidats       | Parti | Principales fonctions |
| -- | --------- | --------------- | ----- | --- |
| 01 |           | Isidore David   | SFIO  | Conseiller d'arrondissement, conseiller municipal de Rennes. Directeur du Centre de chèques postaux.                     |
| 02 |           | Mr Gras         | SFIO  | |
| 03 |           | Eugène Quessot  | SFIO  | Conseiller général de Rennes-Sud-Est. Ajusteur aux Chemins de fer de l’État.                                             |
| 04 |           | Eugène Trébourg | SFIO  | Conseiller municipal de Fougères. Ouvrier en chaussures, dirigeant coopératif.                                           |
| 05 |           | Albert Vibert   | SFIO  | Président de section de la Ligue des droits de l'homme, ancien conseiller municipal de Redon (1925-1929). Métallurgiste. |

## Résultats

### Tableau
|          | Alphonse Gasnier-Duparc *          | Radical-socialiste  | 563   | 51,23 |       |       |  |  |
|          | Jean Lemaistre                     | Radical indépendant | 519   | 47,23 | 553   | 50,23 |  |  |
|          | Robert Bellanger                   | Radical indépendant | 518   | 47,13 | 552   | 50,14 |  |  |
|          | Jean-Marie Maugère                 | Radical indépendant | 502   | 45,68 | 535   | 48,59 |  |  |
|          | Jacques Thélohan                   | Radical indépendant | 494   | 44,95 | 540   | 49,05 |  |  |
|          |                                    |                     |       |       |       |       |  |  |
|          | Alexandre Lefas                    | URD                 | 549   | 49,96 | 563   | 51,14 |  |  |
|          | Charles Stourm *                   | URD                 | 536   | 48,77 | 552   | 50,14 |  |  |
|          | Léon Jenouvrier *                  | Conservateur        | 522   | 47,50 | 526   | 47,78 |  |  |
|          | Eugène Brager de La Ville-Moysan * | Conservateur        | 507   | 46,13 |       |       |  |  |
|          | Maurice Huchet de Quénetain        | Conservateur        | 504   | 45,86 | 508   | 46,14 |  |  |
|          |                                    |                     |       |       |       |       |  |  |
|          | Eugène Quessot                     | SFIO                | 44    | 4,00  |       |       |  |  |
|          | Eugène Trébourg                    | SFIO                | 41    | 3,73  |       |       |  |  |
|          | Mr Gras                            | SFIO                | 39    | 3,55  |       |       |  |  |
|          | Albert Vibert                      | SFIO                | 38    | 3,46  |       |       |  |  |
|          | Isidore David                      | SFIO                | 37    | 3,37  |       |       |  |  |
|          |                                    |                     |       |       |       |       |  |  |
| Inscrits | Inscrits                           | Inscrits            | 1 105 |       | 1 105 |       |  |  |
| Votants  | Votants                            | Votants             | 1 103 | 99,82 | 1 103 | 99,82 |  |  |
| Exprimés | Exprimés                           | Exprimés            | 1 099 | 99,64 | 1 101 | 99,82 |  |  |

### Sénateurs élus
| Sénateur | Sénateur                | Parti                                     | Fonctions lors de l'élection en 1932 |
| -------- | ----------------------- | ----------------------------------------- | --- |
|          | Alphonse Gasnier-Duparc | Radical-socialiste                        | Sénateur sortant, conseiller général et maire de Saint-Malo. Avocat.                                                                                               |
|          | Jean Lemaistre          | Radical indépendant                       | Maire de Rennes. Chef de service à la Préfecture de Rennes. |
|          | Robert Bellanger        | Radical indépendant-Républicain de gauche | Ancien député (1928-1932). Industriel à Paris. |
|          | Charles Stourm *        | URD                                       | Sénateur sortant, conseiller général de Dol-de-Bretagne. Ancien Chef d'escadron, Propriétaire agricole.                                                            |
|          | Alexandre Lefas         | URD                                       | Ancien président du Conseil Général (1924-1928), conseiller de Saint-Aubin-du-Cormier. Avocat, Professeur de Droit à l'Université de Lille, Propriétaire agricole. |